# Králův dvůr (Praha)
Králův dvůr (také Královský dvůr, Královský palác) bylo v letech 1383–1485 sídlo (rezidence) českých králů na místě dnešního Obecního domu na Starém Městě pražském. Majetkem koruny byl tento palác v letech 1386–1631.

## Dějiny paláce

### Sídlo panovníka
Palác později označený čp. 1090/I stával u Brány Mikuláše od věže (zvané též Horská brána, dnešní Prašná brána) na místě dnešního Obecního domu. Význam místa také zvýrazňoval fakt, že odtud vedla cesta z Prahy do Kutné Hory. Komplex, využívaný původně např. pány z Koldic, později kromě paláce zahrnoval také domy pro dvořany, lázně, lvinec a zahradu. Na Staré Město se král Václav IV. přestěhoval pravděpodobně pro neshody s královnou vdovou, která také (jako Václav IV.) sídlila na Pražském hradě. Nejprve pobýval poblíž Staré židovské školy, ale v roce 1383 přesídlil k hradbám Starého Města. Do držení krále Václava IV. se však tento areál dostal až někdy po roce 1386.
Po Václavu IV. zde sídlil jeho bratr Zikmund Lucemburský, dále Zikmundův zeť Albrecht II. Habsburský, po něm Ladislav Pohrobek, který zde zemřel, stejně jako Jiří z Poděbrad, a krátce Vladislav Jagellonský, který ze Starého Města po bouřích, nazvaných později Druhá pražská defenestrace, přesídlil zpět na Pražský hrad (1485) a po pár letech (1490) do Budína (po smrti Matyáše Korvína se Vladislav stal také uherským králem). Do dnešní doby se z Královského paláce zachovaly jen archeologicky zjištěné základy zdiva a název přilehlé ulice Králodvorská (dříve to byla Benediktská ulice, podle kostela sv. Benedikta, který stával v místech dnešního obchodního domu Kotva, tedy v blízkém sousedství Králova dvora, už v polovině 13. století; zbořen byl roku 1792 a ulice byla přejmenována).
Oficiálním sídlem českého krále byl tedy dvůr mezi lety 1383–1485. Ovšem prvních 50 let nebylo toto sídlo spojováno s korunovací. Václav IV. získal dvůr až po korunovaci, Zikmund v Praze vlastně nesídlil, a tak se první korunovační rituál spojený s Královým dvorem uskutečnil až po smrti Zikmunda. Z Královského paláce vycházely po tzv. Královské cestě korunovační průvody českých králů na Pražský hrad jen v průběhu 15. století. Byly čtyři: první se uskutečnil 28. června 1438 (Albrecht II., samotná korunovace až 29. června), druhý 28. října 1453 (Ladislav I.), třetí 7. května 1458 (Jiří z Poděbrad) a poslední 22. srpna 1471 (Vladislav II.).
Také reálný pobyt panovníka se neshodoval s obdobím, kdy byl palác oficiálním sídlem českého krále. Dlouhodobě zde pobýval jen Ladislav Pohrobek (v letech 1453–1454 a poslední měsíc svého života r. 1457) a Jiří z Poděbrad (1458–1471). Ten zde pobýval i jako zemský správce (1453–1458).
Z Královského paláce vycházely také dva pohřební průvody. První proběhl v pátek před první adventní nedělí, t.j. dne 25. listopadu 1457 (pohřeb Ladislava Pohrobka), druhý 25. března 1471 (pohřeb Jiřího z Poděbrad).

#### Vzhled paláce
Budova Královského dvora měla trojúhelníkový půdorys. V jihozápadním křídle se nacházel věžový palác. Součástí budovy byl také velký sál, ve kterém se konala důležitá královská jednání a jiné významné akce. Nacházely se zde i zahrady a domy pro služebníky.

#### Dvůr králové (Palác královny)
V jistém smyslu byl v době Václava IV. součástí králova dvora i dům na druhé straně dnešní Celetné ulice patřící dříve staroměstské patricijské rodině rodu Velfloviců (po roce 1737 byl na tomto místě vystavěn palác Pachtů z Rájova). Václav IV. jej využíval pro potřeby dvora. Nejpozději v roce 1454 dům na čas připadl královně Johaně († 1475), manželce Jiřího z Poděbrad, a byl proto nazýván Dvůr králové. Zde se narodila Ludmila z Poděbrad, královská dcera Jiřího a Johany. Johana zde pobývala i po manželově smrti po roce 1471, avšak kolem roku 1473 palác opustila a přesídlila do Mělníka.

### Zemské desky
Od počátku 15. století až do roku 1512 byly v Králově dvoře uloženy i Zemské desky. Po přesídlení panovníka a v době, kdy se připravovala zástava paláce Lobkovicům, se připravovalo i přenesení desek zpět na Pražský hrad, kde byly nakonec skutečně roku 1515 uloženy. Tím začalo poslední období zemských desek, neboť byly roku 1541 při velkém požáru zničeny.

### Další vývoj po roce 1485
Roku 1515 byl palác zčásti dán do zástavy a zčásti jej využívali Lobkovicové. Roku 1631 kardinál Arnošt Vojtěch z Harrachu obě části vykoupil a dal zde roku 1636 zřídit arcibiskupský seminář pro vzdělávání kněží. V roce 1689 Králův dvůr do základů vyhořel, byl však ihned obnoven a k semináři podle projektu Jeana Baptisty Matheye přistavěn barokní kostel sv. Vojtěcha, vysvěcený roku 1705. Situaci barokního komplexu staveb dobře zachytil Langweilův model Prahy. Seminář se po zrušení jezuitského řádu roku 1773 přestěhoval do Klementina, následně byl za josefinských reforem zrušen i kostel a v letech 1869–1900 je využíval vojenský erár, který sem umístil Kadetní školu, tzv. Kadetku.
V letech 1902–1903 byly stavby definitivně zbourány, aby uvolnily místo novostavbě Obecního domu.

## Text pamětní desky

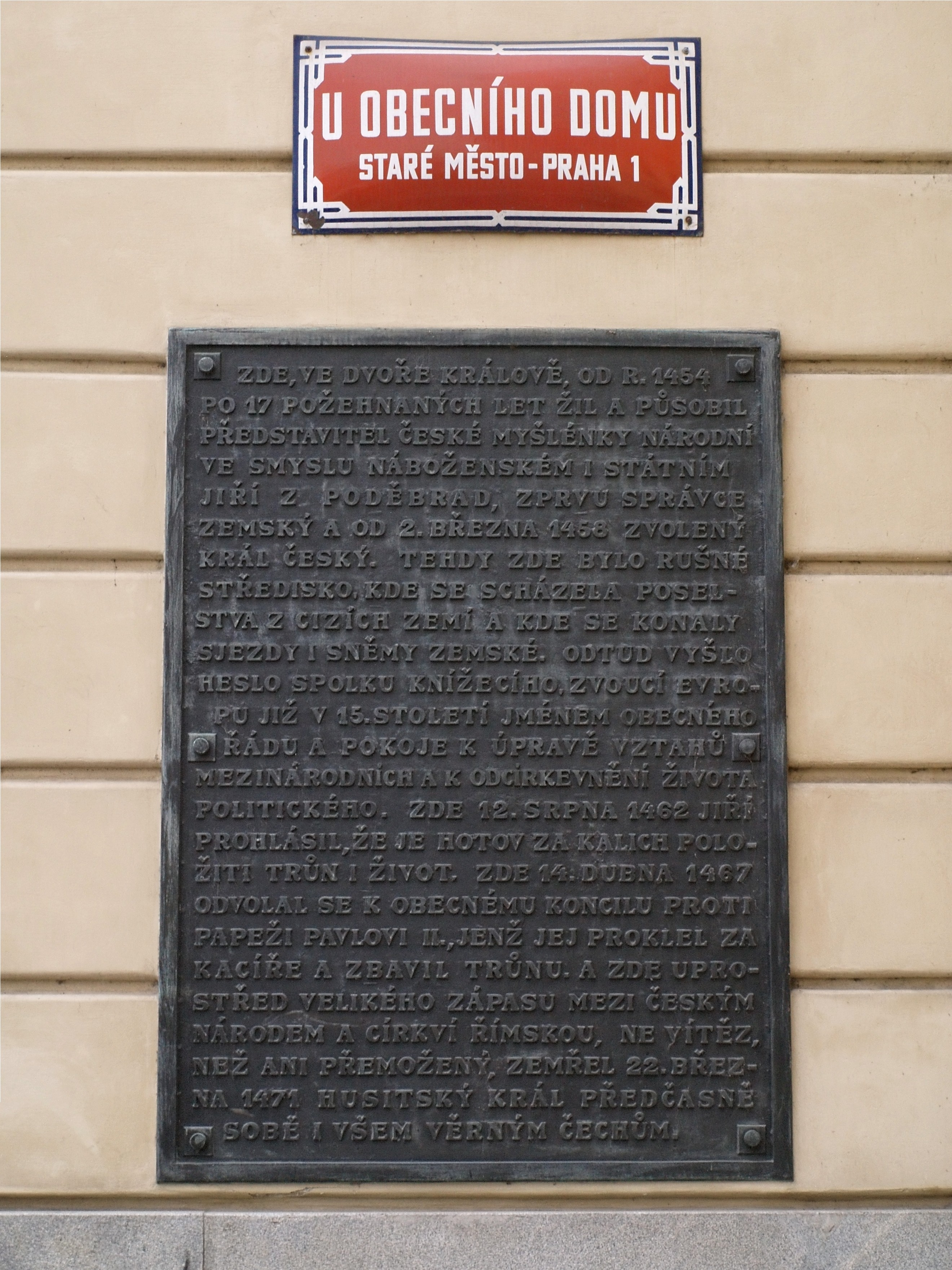
Deska na místě bývalého Králova dvora. 17 let v domě pobýval Jiří z Poděbrad a zde také 22. března 1471 zemřel

Na Obecním domě čp. 1090 (na boční stěně v ulici U Obecního domu) je bronzová pamětní deska s textem:
Zde, ve dvoře králově, od r. 1454 po 17 požehnaných let žil a působil představitel české myšlénky národní ve smyslu náboženském i státním Jiří z Poděbrad, zprvu správce zemský a od 2. března 1458 zvolený král český. Tehdy zde bylo rušné středisko, kde se scházela poselstva z cizích zemí a kde se konaly sjezdy i sněmy zemské. Odtud vyšlo heslo spolku knížecího, zvoucí Evropu již v 15. století jménem obecného řádu a pokoje k úpravě vztahů mezinárodních a k odcírkevnění života politického. Zde 12. srpna 1462 Jiří prohlásil, že je hotov za kalich položiti trůn i život. Zde 14. dubna 1467 odvolal se k obecnému koncilu proti papeži Pavlovi II., jenž jej proklel za kacíře a zbavil trůnu. A zde uprostřed velikého zápasu mezi českým národem a církví římskou, ne vítěz, než ani přemožený, zemřel 22. března 1471 husitský král předčasně sobě i všem věrným Čechům.